# Malvito
Malvito är en ort och kommun i provinsen Cosenza i regionen Kalabrien i Italien. Kommunen hade 1 747 invånare (2018).